# Mpondo

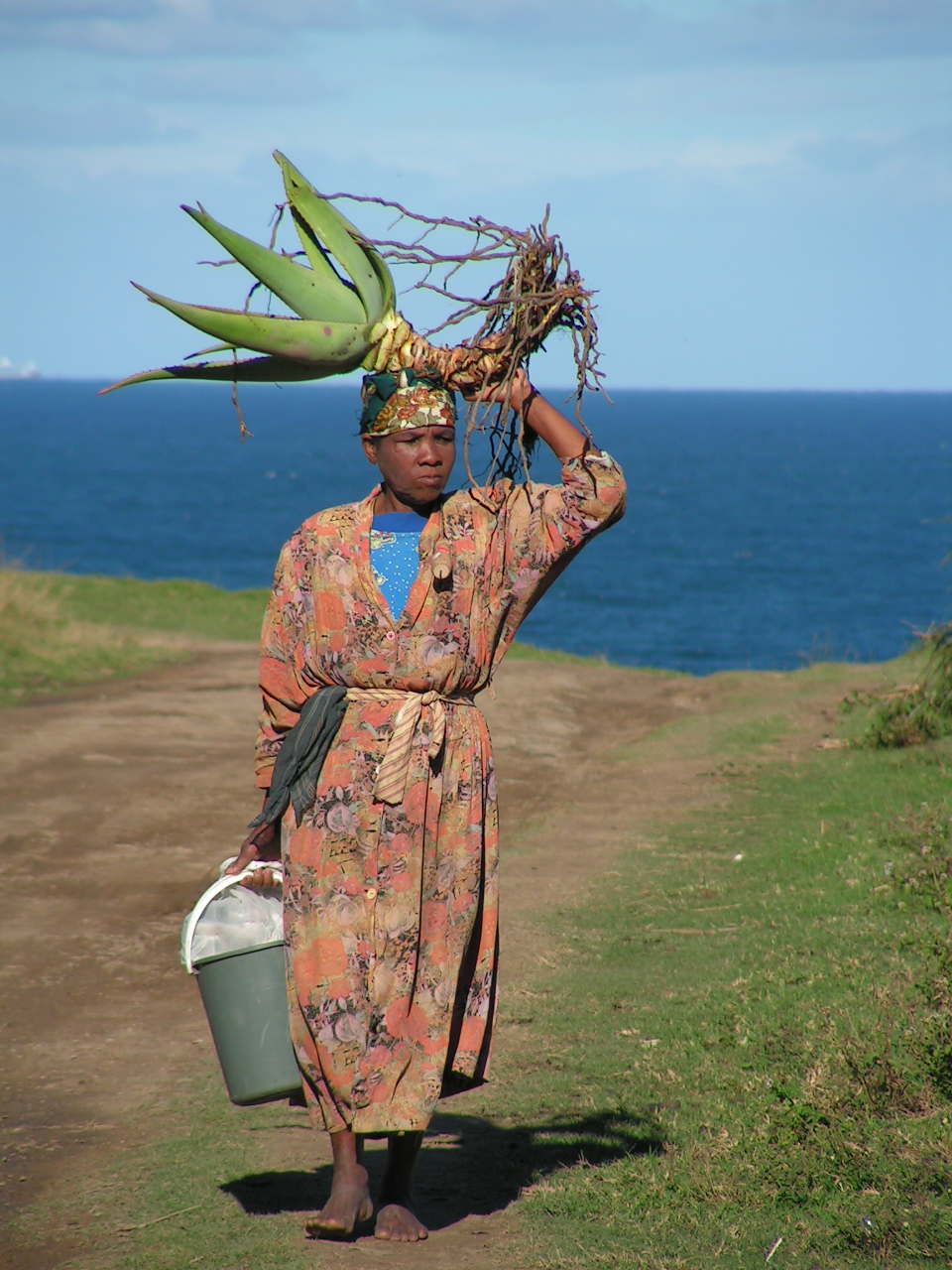
En mpondokvinna.

Mpondo är ett bantufolk som bor i Sydafrika och som talar Xhosa som modersmål.

## Mpondos ursprung[1]
En berättelse om Mpondos ursprung lyder som följer;
Sibisede fick tre söner, Mavovo i sin stora familj, Njanja och Naomafu i två mindre.
Njanjas förstfödda blev tvillingarna Mpondo och Mpondomise och det är orsaken till att vi idag har de två folken Mpondo och Mpondomise. Enligt en krönikör  J. Henderson Soga var Mpondomise den äldre av de två tvillingarna. Historien berättar att Mpondo kommer från en plats kallad Dedesi som befolkades av stammarna Mpondo, Mpodomise och Bomvana och säger att Mpondo brukade stanna där. Det finns historiska dokument som stödjer detta. Mpondos egen tradition säger att de var grannar med Mpondomise, Xhosa och Lala.  Mpondo var den första stammen som lämnade Dedesi och flyttade till kusten vid floden Mzibuvus mynning. Mpondomize följde sedan efter och bosatte sig vid floden Umthamvuma. Mpondo stannade i sextio år.
År 1686 förliste skeppet Stavenisse och enligt Sogas krönika gick de skeppsbrutna till fots genom mpondoland tillbaka till Kapstaden. De passerade även Mpondomise, Thembu, Hottentotterna och Xhosas land. Detta visar att nämnda stammar ”alltid” har bott vid kusten.
År 1827 var gränserna för mpondoland väldefinierade mellan floderna Umzimvubu och Mngazi. Trots att de bodde mellan floderna så har de alltid hävdat att även området ovanför Umzimvubu var deras.

## Historia
Mpondo bebodde under flera hundra år området mellan floderna Mtamwuna i öster och Mtata i väster. Området kom under apartheid att bli kärnan i hemlandet Transkei. Floden Mtamwuna utgör idag gränsen mellan Östra Kapprovinsen och KwaZulu-Natal.
Kulturellt delar mpondo mycket med andra xhosafolk med männen som boskapsskötare och kvinnorna som jordbrukare. Männen ärver sin far och gifter sig oftast exogamt, det vill säga med en kvinna från en annan stam, som han oftast måste betala för med boskap till hennes far.
Under Shaka Zulus expansionskrig blev Mpondo år 1828 besegrade och flydde västerut över floden Mzimbuvu och förlorade sin boskap och mer än hälften av sitt land.
Under ledning av hövding Faku återhämtade de sig sedan. De skaffade sig krigare av Zulu-modell och började odla säd som de sålde för att kunna köpa ny boskap. Runt år 1840 hade de återskapat ett någorlunda stabilt land och även börjat återta lite av landet de förlorat. Runt år 1860 uppskattades Mpondo till etthundra tusen människor.
Under 1860-talet handlade Mpondo med européer och bytte bort boskap och hudar mot jordbruksredskap, lyxvaror och vapen. Ökad användning av dragdjur i jordbruket och nya jordbruksmetoder gjorde att man fick mer skörd än förut och runt år 1880 verkade landet stabilt.
Dock åtråddes Mpondos land av kolonisatörerna i både Kapkolonin och Natal och en träta inom Mpondo gav kolonisatörerna den ursäkt de behövde för att ta deras land 1894. Samtidigt som mpondo förlorade sin självständighet förlorade de också mycket av sin boskap i en stor epidemi som brutit ut i hela Afrika. För att få råd att köpa ny boskap arbetade många Mpondo i de vitas guldgruvor.
Sakta återhämtade sig mpondos ekonomi men i början på 1900-talet ökade skillnaderna i levnadsstandard. När de vita år 1913 antog en förordning som gav dem själva allt det bästa landet, klarade sig Mpondo förhållandevis bra mot många andra stammar då de fick behålla åtminstone lite av sitt land.  Under 1920- och 1930-talen infördes policys för att begränsa spridning av sjukdom hos boskapen som även Mpondos boskapsskötare drog nytta av.
Staten gav Mpondo-hövdingarna rätt att i viss mån fortfarande regera över sitt folk, vilket senare gjorde det lättare när man under apartheidtiden ville inrätta hemlandet Transkei på Mpondos traditionella land.
Oliver Tambo, ledaren för ANC innan Nelson Mandela tillhör Mpondo.